# 新港町 (静岡市)
新港町（しんみなとちょう）は、静岡市清水区の地名。丁番を持たない単独町名である。住居表示は未実施。

## 地理
北で島崎町、西で松原町と入船町に隣接する。
江尻埠頭（東で清水港に面する）の南部と、日の出親水公園（国鉄清水港線清水港駅跡）を町域とする。町の大部分は港湾施設や工場であり、住宅はほとんどない。

## 歴史

### 沿革
- 1916年（大正5年）
  - 7月4日 - 安倍郡清水町から埋立地に新港町として新設される。
  - 7月10日 - 清水港駅が東海道本線貨物支線の貨物駅として開業。
- 1924年（大正13年）2月11日 - 清水町が入江町、不二見村、三保村と合併して清水市が発足。
- 1928年（昭和3年）5月29日 - 貨物テルファークレーンを清水港駅に設置。
- 1976年（昭和51年）7月1日 - 新港町の一部が島崎町、松原町に編入される。
- 1984年（昭和59年）4月1日 -　清水港駅が清水港線廃線に伴い廃止。
- 2000年（平成12年） - 貨物テルファークレーンが国の登録有形文化財に登録。
- 2003年（平成15年）4月1日 - 清水市が静岡市と合併し、改めて静岡市が発足。新港町は「清水新港町」に改称。
- 2005年（平成17年）4月1日 - 静岡市が政令指定都市に移行し、旧町域は清水区となる。清水新港町は「新港町」に改称。

## 世帯数と人口
2021年（令和3年）9月30日現在の世帯数と人口は以下の通りである。
| 大字   | 世帯数 | 人口 |
| ------ | ------ | ---- |
| 新港町 | 0世帯  | 0人  |

## 小・中学校の学区
市立小・中学校に通う場合、学区は以下の通りとなる。
| 番・番地等 | 小学校                 | 中学校                 |
| ---------- | ---------------------- | ---------------------- |
| 全域       | 静岡市立清水浜田小学校 | 静岡市立清水第二中学校 |

## 交通

### 鉄道
町内に鉄道はない。最寄駅は静岡鉄道新清水駅。

### バス
町内にバス停はない。

## 施設
- 日の出親水公園（国鉄清水港線清水港駅跡）
  - 清水港テルファークレーン
- 清水マリンパークヨット係留所
- J-オイルミルズ静岡工場
- J-オイルミルズ埠頭